# Linia kolejowa Gdańsk Wąskotorowy – Odrzygość – Koszwały – Lewy Brzeg Wisły

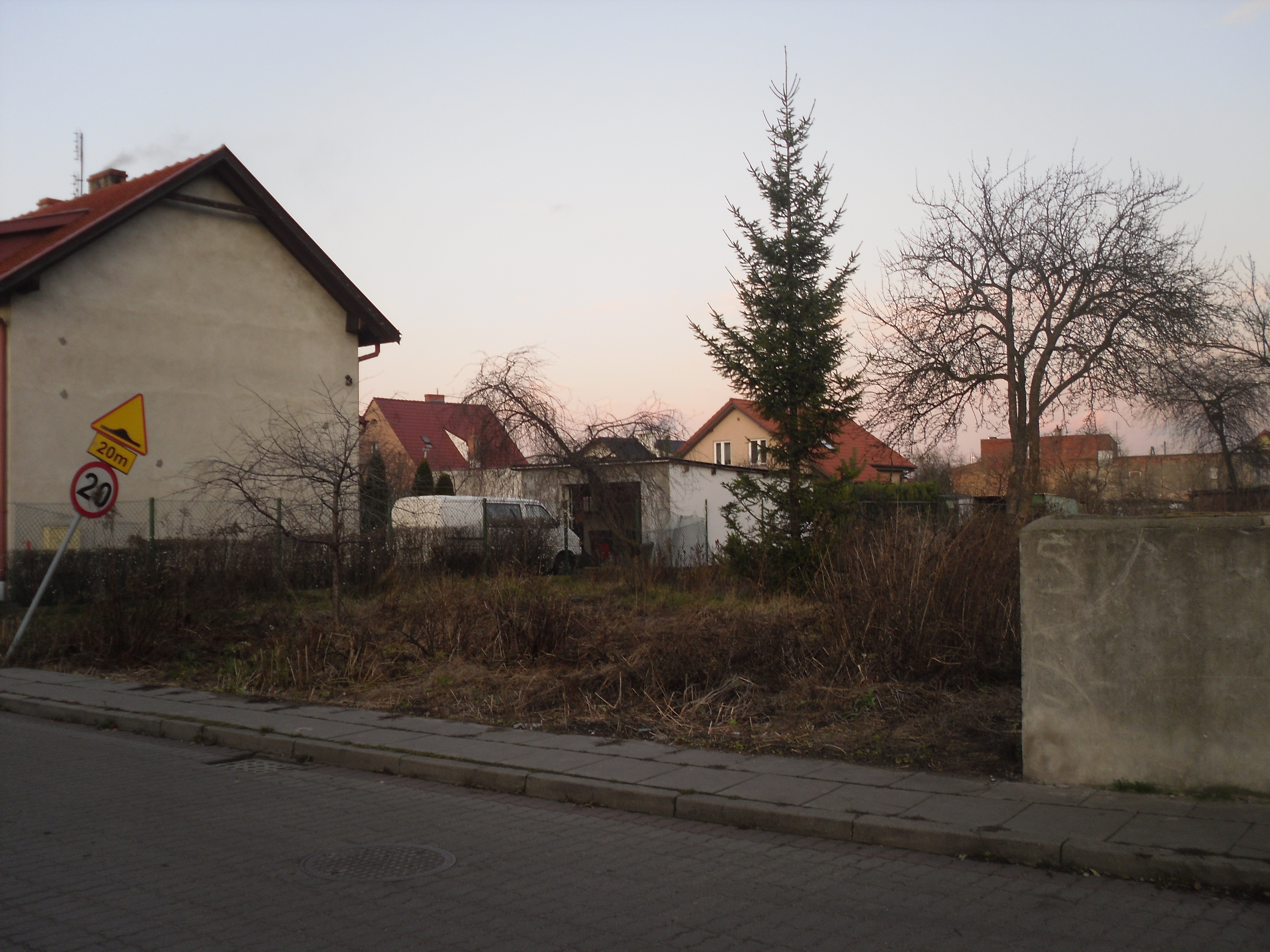
Miejsce, gdzie kiedyś była stacja Gdańsk Wąskotorowy

Linia kolejowa Gdańsk Wąskotorowy–Lewy Brzeg Wisły – linia kolejowa, która w latach 1905-1974 łączyła stację Gdańsk Wąskotorowy z przeprawą promową pomiędzy stacjami Lewy Brzeg Wisły i Prawy Brzeg Wisły. Wraz z linią Koszwały – Cedry Wielkie – Giemlice – Odrzygość stanowiła w latach 1905-1974 lewobrzeżną część Gdańskiej Kolei Dojazdowej.

## Historia
Linia została wybudowana przez spółkę Westpreußische Kleinbahnen Aktien-Gesellschaft (WKAG – Zachodniopruska Spółka Małych Kolei) i otwarta 17 sierpnia 1905. Pod zarządem WKAG linia funkcjonowała do 1945 roku, kiedy to wycofujące się wojska niemieckie zatopiły prom Świbno przewożący składy kolejki przez Wisłę, wysadziły most zwodzony przy wjeździe na stację Gdańsk Wąskotorowy i doprowadziły do zalania znacznej części Żuław.
W latach 1945–1948 zniszczony most zwodzony przebudowano na stały, prowadzono prace melioracyjne oraz naprawy zniszczonych torów. Jednocześnie podniesiono z dna i odbudowano prom. Pierwszy pociąg wyruszył na trasę Gdańsk Wąskotorowy – Odrzygość – Koszwały – Lewy Brzeg Wisły w lipcu 1948 r. W 1956 roku zrezygnowano z przeprawy promowej i odtąd linie położone na lewym brzegu Wisły utraciły połączenie z pozostałą siecią Gdańskiej Kolei Dojazdowej.
Lewobrzeżna część Gdańskiej Kolei Dojazdowej funkcjonowała do 31 grudnia 1973 roku. Do końca 1975 roku tory zostały całkowicie rozebrane. Pozostały jedynie pojedyncze obiekty inżynieryjne (mostki, wiadukty, fragment nabrzeża promowego) oraz fragmenty szyn zatopione w asfalcie na przejazdach.